# Pascal Deramé
Pascal Deramé (Nantes, País del Loira, 25 de juliol de 1970) va ser un ciclista francès, que fou professional entre 1994 i 2002. Del seu palmarès destaca una medalla de plata al Campionat del Món en contrarellotge per equips de 1994 i el Gran Premi de Lillers de 2002.

## Palmarès
- 1993
  - 1r a la Bordeus-Saintes
- 1994
  - 1r al Tour de Finisterre
  -  Medalla de plata al Campionat del món en Contrarellotge per equips (amb Dominique Bozzi, Jean-François Anti i Christophe Moreau)
- 1996
  - Vencedor d'una etapa al Tour de Poitou-Charentes
- 2002
  - 1r al Gran Premi de Lillers

### Resultats al Tour de França
- 1997. 131è de la classificació general
- 1998. 84è de la classificació general
- 1999. 140è de la classificació general
- 2000. 111è de la classificació general

### Resultats al Giro d'Itàlia
- 2001. Abandona

### Resultats a la Volta a Espanya
- 1995. Abandona